# 讀者會
讀者會，或稱讀書會，是指一群人聚在一起讨论自己所读的書籍，并发表自己的意见以及對圖書的評價等。有時讀書會又被稱為讀者俱乐部。讀書會可以在私人住宅、图书馆、书店、酒吧以及在咖啡馆或餐馆吃饭或喝酒时展開。

## 歷史
1700年代末期，神聖讀物讀書會才開始出現在美洲和歐洲，1800年代，女性讀書會散佈，有些對社會議題有所見解，直到1900年代，讀書會接續成為兼具智力與政治性的工具，而女性在其中佔據領導性的角色，舉例來說，科幻的讀書會八成是女性負責。社會學家Christy Craig亦認為，是女性將讀書會改變為建立社會網絡與重要協作關係者。
一個2018年的研究顯示，88%的私人讀者俱樂部全為女性，但大部分的公開讀書會——至少一半以上——有男性的參與。

## 類別
讀書會的形式有數種，一個分類方式是分成單一主軸讀書會、與多重主軸讀書會。詳言之，單一主軸的讀書會中，讀者分別購買私人的讀本，這種讀書會會面臨的課題是，有些人透過讀書會希望的是社交，而有些人希望不要參雜太多無關的私人對話。多重主軸的讀書會則是每個人分別讀書的一個部分，再進行討論，這使人們更容易吸收知識，並在深入閱讀某本讀物前，先對讀物有所預覽。
另外有多元形式呈現的讀書會，比如以圖書館作為根基的讀書會，其也可以透過線上的聚會呈現，但圖書館負責員需要協助非傳統讀書會尋求其建立的基礎。亦有作者親自引領的讀書會，意指作者本人將出爐的讀物（可以是部分）納入討論之中。